# Johannes Sapidus
Johannes Sapidus, o Hans Witz (Sélestat, 1490 – Strasburgo, 1561), è stato un umanista, poeta e drammaturgo tedesco.

## Biografia
Studiò dal 1506 a Parigi, fra gli altri con Jacques Lefèvre d'Étaples (Jacobus Faber Stapul) e Fausto Andrelini. Nel 1510, a soli vent'anni, fu nominato direttore della Scuola latina della sua città natale, incarico da cui venne estromesso nel 1525 perché accusato di simpatie luterane. 
Fu apprezzato da famosi umanisti, tra cui Erasmo da Rotterdam, con il quale dal 1514 stabilì una duratura amicizia e intrattenne una fitta corrispondenza. Nel 1526 si trasferì a Strasburgo, dove nel 1528 gli fu affidata nel Predigerkloster una cattedra, dapprima come latinista, e in seguito di poesia. I genitori di alcuni allievi gli imputavano di essere un protestante troppo tiepido. Per la verità, Sapidus, pur aderendo alla Riforma, era più interessato all'eleganza del latino che ai problemi religiosi.
Non si hanno molte notizie sulla sua vita privata: risulta che si sposò tre volte, e che dal primo matrimonio ebbe una figlia, che sposò nel 1537 Johannes Sturm, destinato a diventare rettore del Ginnasio di Strasburgo.

## Opere
Tra le sue opere sono da ricordare Epigrammata, 1520 e  Anabion, 1540, commedia sacra sulla resurrezione dei morti, ripubblicata ancora nel 1991 da Peter Lang, in versione tedesca con originale latino a fronte.